# Maison commémorative de la Lutte de libération nationale à Sakar
La maison commémorative de la Lutte de libération nationale à Sakar (en serbe cyrillique : Зграда Велике школе у Коцељеви ; en serbe latin : Zgrada Velike škole u Koceljevi) se trouve à Sakar, dans la municipalité de Mali Zvornik et dans le district de Mačva, en Serbie. Elle est inscrite sur la liste des monuments culturels protégés de la république de Serbie (identifiant no SK 1067),.